# NordVPN
NordVPN是一个个人虚拟专用网（VPN）服务提供商。 其产品有适用于Windows，macOS和Linux的桌面应用程序，适用于Android和iOS的移动应用程序以及适用于Android TV的应用程序 。可以通过手动配置的方式，对无线路由器、NAS设备和其他平台进行配置。
NordVPN是由Nord Security开发的，这是一家开发网络安全解决方案的公司。NordVPN在巴拿马的管辖下运作，因为该国没有强制性的数据保留法規，也没有参加五眼聯盟或十四眼联盟。NordVPN办公室位于立陶宛、英国和荷兰 。

## 历史
NordVPN于2012年由Tom Okman等 "儿时的朋友 "建立。2016年5月下旬，它推出了一个Android应用程序，随后在同年6月推出了一个iOS应用程序。 2017年10月，它推出了谷歌浏览器的扩展。2018年6月，该服务推出了一个安卓电视的应用。 截至2021年6月，NordVPN在59个国家运营着5600多个服务器。
2019年3月，据报道，NordVPN收到俄罗斯当局的指令，要求加入国家支持的被禁网站登记册，这将阻止俄罗斯NordVPN用户规避国家审查制度。据报道，NordVPN有一个月的时间来遵守，否则将面临俄罗斯当局的封锁。供应商拒绝遵守该要求，并在4月1日关闭了其俄罗斯服务器。因此NordVPN仍然在俄罗斯營運，但其俄罗斯用户无法访问本地服务器。
2019年9月，NordVPN宣布推出NordVPN Teams，这是一个针对中小企业、远程团队和自由职业者的VPN解决方案，他们需要安全地访问工作资源。两年后，NordVPN Teams改名为NordLayer，并转向SASE商业解决方案。 新闻来源引用了SASE技术的市场崛起作为改名的关键因素之一。
2019年12月，NordVPN成为新成立的 "VPN信任倡议 "的五个创始成员之一，承诺促进在线安全以及行业内更多的自律和透明度。 2020年，该倡议宣布了5个重点领域：安全、隐私、广告行为、披露和透明度，以及社会责任。
2020年8月，澳大利亚网络安全专家和 Have I Been Pwned 的创始人Troy Hunt宣布与NordVPN合作，担任战略顾问。在他的博客上，亨特将这一角色描述为 "与NordVPN在他们的工具和信息传递方面合作，以帮助他们使一个伟大的产品变得更好。" 。
2022年2月2日，母公司Nord Security宣布與荷蘭VPN服務提供商Surfshark合併，兩者保留品牌並維持雙方獨立營運。

## 特色优势
NordVPN将所有用户的互联网流量通过该服务运行的远程服务器，从而隐藏他们的IP地址，并对所有进出的数据进行加密。 对于加密，NordVPN一直在其应用中使用OpenVPN和IKEv2/IPsec技术 ，并在2019年推出其专有的NordLynx技术。  NordLynx是一种基于WireGuard协议的VPN工具，旨在实现比IPsec和OpenVPN隧道协议更好的性能。 根据英国《连线》杂志的测试，NordLynx产生了 "在某些条件下数百MB/s的速度提升。" 。
2020年4月，NordVPN宣布在其所有平台上逐步推出基于WireGuard的NordLynx协议。 在更广泛的实施之前，共进行了256,886次测试，其中包括9个不同供应商的47台虚拟机，在19个城市和8个国家。测试显示，平均下载和上传速度比OpenVPN和IKEv2都高。
一度，NordVPN还使用L2TP/IPSec和点对点隧道协议（PPTP）连接路由器，但后来这些都被删除了，因为它们基本上已经过时，不安全。
NordVPN有Windows、macOS和Linux的桌面应用程序，以及Android和iOS的移动应用程序和Android TV应用程序。用户还可以访问Chrome和Firefox浏览器的加密代理扩展。 用户最多可以同时连接六台设备。
2018年11月，NordVPN声称其无日志政策通过普华永道公司的审计得到了验证 。
2020年，NordVPN接受了普华永道公司的第二次安全审计。测试的重点是NordVPN的标准VPN、双重VPN、混淆（XOR）VPN、P2P服务器和产品的中央基础设施。审计结果证实，该公司的隐私政策得到维护，无记录政策又是真实的。 。
2021年，NordVPN完成了一次应用安全审计，由一个安全研究小组VerSprite进行。VerSprite进行了渗透测试，根据该公司的说法，没有发现关键的漏洞。审计中发现的一个缺陷和几个bug后来都被修补了。
2020年12月，NordVPN开始在全网推广10 Gbit/s服务器，从早期的1 Gbit/s标准升级。该公司在阿姆斯特丹和东京的服务器率先支持10 Gbit/s，到2020年12月21日，该公司20%以上的网络已经升级。
附加功能 
除了一般用途的VPN服务器，该供应商还提供特定用途的服务器，包括P2P共享、双重加密和连接Tor匿名网络。NordVPN提供三种订阅计划：每月、每年和每年两次。
NordVPN还在Windows、macOS和Linux平台上提供CyberSec功能。该安全功能可作为广告拦截器使用，也可自动拦截已知承载恶意软件的网站。
2020年11月，NordVPN推出了一项扫描暗网的功能，以确定用户的个人凭证是否已经暴露。当暗网监控功能发现任何泄露的凭证时，它会发出实时警报，提示用户更改受影响的密码。

## 研究调查
2021年，NordVPN进行了一项关于数字素养的研究，调查了来自192个国家的48063名受访者的数字习惯，并对他们的知识从1到100进行了评分。德国位居榜首，其次是荷兰和瑞士。全球总分是65.2/100。
2021年7月，NordVPN发布了一份报告，概述了智能设备的扩散和消费者对其安全的看法。对7000人的调查显示，虽然英国95%的人在家里有某种物联网设备，但几乎五分之一的人没有采取任何措施来保护它们。其他国家的受访者也有类似反应。同年，NordVPN发布了一份关于工作场所设备共享的报告。该研究发现，经理们共享工作设备的可能性是员工的五倍。
NordVPN还进行了一项关于人们上网时间的研究。在对英国2000名成年人的调查中，NordVPN发现，英国人平均每周花59小时上网，相当于一生花22年。

## 社会责任
NordVPN支持各种社会事业，包括预防网络犯罪、教育、互联网自由和数字权利。 NordVPN为那些审查互联网自由的政权中的活动家和记者提供紧急VPN服务。2020年，NordVPN报告说已经向香港的公民和非政府组织捐赠了470多个紧急VPN账户，并向各种组织发放了额外的1150个VPN许可证。
2020年，NordVPN支持互联网自由节，这是一个促进数字人权和互联网自由的项目。NordVPN还赞助了网络犯罪支持网络，这是一个帮助受网络犯罪影响的人和公司的非营利组织。为了应对COVID-19大流行，NordVPN的母公司Nord Security向受影响的非营利组织、内容创作者和教育工作者提供免费在线安全工具（NordVPN、NordPass，和NordLocker）。
2021年，NordVPN提议设立国际VPN日，以引起人们对数字隐私、安全和自由权利的关注。它的主要目标是提高对网络安全最佳做法的认识，并教育互联网用户了解在线隐私工具和一般网络安全的重要性。

## 宣傳
NordVPN因大量投放廣告和贊助不同的Youtube頻道進行營銷而聞名，該公司在過去一年中在100多個不同的媒體上投放了廣告，並花費了大約1億美元作為宣傳費用。

## 声誉
在《汤姆指南》2019年10月发表的一篇正面评论中，评论员得出结论："NordVPN价格合理，提供所有功能，即使是铁杆VPN精英也会觉得合适。"评论员还指出，其服务条款没有提到管辖国家，写道该公司可以对其所有权更加透明。
在《PC Magazine》2019年2月的评论中，NordVPN因其强大的安全功能和 "巨大的服务器网络 "而受到称赞，尽管其价格标签被指出是昂贵的。 在同一杂志后来的评论中，NordVPN再次被称赞额外的功能，很少在其他VPN中发现，其WireGuard协议，大量的服务器选择和强大的安全做法。尽管赢得了该杂志的编辑选择奖，但NordVPN仍被指出价格昂贵。
CNET在2021年9月的评论中对NordVPN的SmartPlay功能、混淆的服务器和安全工作给予了肯定。虽然CNET赞扬了NordVPN的用户友好界面，但它指出地图的设计可以改进。
TechRadar推荐NordVPN，因为它的安全和最近的改进。它还指出，NordVPN在有互联网审查制度的国家运作良好，包括中国的长城防火墙。
2021年，《连线》的一篇好评指出，NordVPN的价格变得更加实惠，并得出结论："NordVPN是目前最快的全能型VPN提供商"。然而，文章也指出，仍有更便宜的VPN可供选择。

### 奖项
2019年，NordVPN赢得了ProPrivacy.com VPN奖项中的 "最佳整体 "类别。 2020年，NordVPN赢得了德国CHIP杂志的 "最佳安全的VPN服务 "类别。2021年9月，NordVPN在CNET的年度 "最佳VPN服务 "奖项中赢得了 "最佳可靠性和安全性的VPN "奖项。
2023年開始，不能在中國使用。

### 批评
2019年10月21日，一名安全研究员在Twitter上披露了NordVPN的服务器被入侵，涉及泄漏的私钥。网络攻击授予攻击者根权限，用于生成HTTPS证书，使攻击者能够进行中间人攻击，拦截NordVPN用户的通信。 作为回应，NordVPN证实，其位于芬兰的一台服务器在2018年3月被入侵，但没有证据表明实际发生过中间人攻击。  该漏洞是由一个签约数据中心的远程管理系统的漏洞造成的，该漏洞在2018年1月31日至3月20日期间影响了芬兰服务器。据NordVPN称，该数据中心在2019年4月13日向NordVPN披露了该漏洞，NordVPN结束了与该数据中心的关系。 安全研究人员和媒体批评NordVPN没有在公司意识到该漏洞后及时披露。 NordVPN表示，该公司最初计划在完成对其5000台服务器的审计后，披露该漏洞是否存在类似风险。 2019年10月29日，NordVPN实施了额外的审核和漏洞举报赏金计划以增加透明度和安全性。
2020年10月，NordVPN开始在芬兰推出第一批主机托管服务器，以确保硬件周边的安全。这些基于RAM的服务器完全由NordVPN拥有和运营，试图保持完全控制。
2019年10月29日，NordVPN宣布了额外的审计和公共漏洞赏金计划。漏洞赏金于2019年12月推出，为研究人员报告服务中的关键缺陷提供货币奖励。
2019年11月1日，在一个单独的事件中，据报道，大约有2000个NordVPN账户的用户名和密码通过凭证填充后而暴露。